# 塚本麿充
塚本 麿充（つかもと まろみつ、1976年11月15日 - ）は、日本の美術史家。専門は中国美術史。東京大学東洋文化研究所教授。國華賞、島海雲学術賞受賞。

## 人物・経歴
福井県福井市生まれ。実家は古美術商で、幼い頃から古物に囲まれて育つ。1995年福井県立高志高等学校卒業。1999年東北大学文学部史学科東洋･日本美術史専攻卒業。2001年東北大学大学院文学研究科歴史科学専攻東洋・日本美術史博士前期課程修了後、東北大学大学院文学研究科歴史科学専攻東洋・日本美術史専攻博士課程後期入学、南京師範大学美術学院留学（中華人民共和国政府奨学金給付）。
2003年国立台湾大学芸術史研究所留学（中華民国教育部奨学金給付）。2005年大和文華館学芸部部員（学芸員）。2009年國華賞（展覧会図録賞）受賞。2010年東京国立博物館研究員。2011年東北大学博士（文学）。2012年國華賞受賞。2015年東京大学東洋文化研究所東アジア第二研究部門准教授。2018年島海雲学術賞受賞。2020年美術史学会常任委員。2021年東京大学東洋文化研究所東アジア第二研究部門教授。専門は中国美術史。

## 著書
- 『北宋絵画史の成立』中央公論美術出版 2016年

編著
- 『アジア仏教美術論集 東アジアⅢ　五代・北宋・遼・西夏』（板倉聖哲と責任編集）中央公論美術出版 2021年
- 『コレクションとアーカイヴ　東アジア美術研究の可能性』（板倉聖哲と共編）勉誠出版 2021年